# Ilarion Ridge
Ilarion Ridge (englisch; bulgarisch Иларионов рид Ilarionow rid) ist ein teilweise unvereister und bis zu 240 m hoher Gebirgskamm auf Greenwich Island im Archipel der Südlichen Shetlandinseln. In den Breznik Heights ragt er am Südufer der Hardy Cove 2 km südwestlich des Parchevich Ridge, 2,5 km nordöstlich des Vratsa Peak, 1,3 km nördlich des St. Kiprian Peak und 2,6 km nordnordwestlich des Fort Point auf.
Bulgarische Wissenschaftler kartierten ihn im Zuge der Vermessung der Tangra Mountains auf der benachbarten Livingston-Insel zwischen 2004 und 2005. Die bulgarische Kommission für Antarktische Geographische Namen benannte ihn 2006 nach dem bulgarischen Geistlichen Ilarion Makariopolski (1812–1875), einem Aktivisten für eine unabhängige bulgarische Kirche und der Bulgarischen Nationalen Wiedergeburt.